# Die Grenzwacht im Osten
Die Grenzwacht im Osten ist ein propagandistischer, deutscher Kriegs-Stummfilm von 1914 aus der Hand von Emil Albes.

## Handlung
Die Handlung spielt zu Beginn des Ersten Weltkriegs an der Ostfront. Die Hauptakteure sind ein gutmütiger, aber prinzipientreuer und wenn es sein muss auch hartleibiger, ostpreußischer Förster, seine Tochter und der Schwiegersohn. Dieser ist Pole und hat dem Schwiegervater einst versprochen, niemals gegen Deutschland zu kämpfen, wenn es hart auf hart käme. Als erste Russenpatrouillen auftauchen und sich auch des Forsthauses zu bemächtigen versuchen, kommt es zu einem ersten militärischen Geplänkel. Doch bald stürmen deutsche Soldaten herbei und jagen die russischen Soldaten in die Flucht. Da die deutschen Soldaten ihre Aufgabe erledigt haben, ziehen sie rasch aus dem Forst wieder ab.
Doch darauf hat der Russe nur gewartet und kehrt in diesem Augenblick sofort wieder zurück. Als erstes arretieren sie den Polen, der ja, politisch betrachtet, einer der ihren ist und für die zaristischen Soldaten somit als Landesverräter gilt. Deshalb wollen sie ihn erschießen. Doch seine deutsche Frau greift ein und verhilft ihrem polnischen Ehemann zur Flucht. Doch das lassen ihr die Russen nicht durchgehen. Sie drohen damit, ihren Vater zu erschießen, sollte sie den Polen nicht augenblicklich zurückholen. Doch der Pole bleibt seinem Schwur treu und informiert die deutschen Soldaten über die Rückkehr der Russen. Eine deutsche Einheit entsetzt das Forsthaus rasch wieder und befreit mit einem Handstreich den Förster, den die Russen gerade erschießen wollen, und dessen Tochter.

## Produktionsnotizen
Die Grenzwacht im Osten, bisweilen mit dem rustikal-rabiaten Zweittitel Nun wollen wir sie dreschen, einem Ausspruch Kaiser Wilhelms II. bei der Kriegserklärung 1914, versehen, ist ein typisches Beispiel für einen filmischen Schnellschuss als unmittelbare Reaktion auf den Ausbruch des Ersten Weltkriegs. Der im Bioscop-Atelier in Neubabelsberg gedrehte Dreiakter passierte die Filmzensur im September 1914 und wurde am 15. September 1914 in Berlins Marmorhaus uraufgeführt.

## Zeitgeschichtliche Einordnung
Oskar Kalbus versuchte 1935, aus einer nationalsozialistischen Sichtweise, unter der Kapitelüberschrift „Feldgrauer Filmkitsch“ eine Einordnung dieses Filmgenres, das vor allem 1914 und 1915 im Deutschen Reich eine wahre Hausse erlebte. Er schreibt:

„Ein gewisser Stamm routinierter Filmfabrikanten ließ sich aber nicht ängstlich machen. Zuerst einmal ließen sie ihre mannigfaltigen Beziehungen spielen, um vom Kriegsdienst befreit zu werden, denn sie fühlten sich, eingedenk eines altrömischen Erfahrungssatzes, berufen, in der ruhigeren Heimat dem deutschen Volk mit sensationellen Treffern „panem et circensis“ zu bieten, d.h. in ihrem Sinne: Erholung und Zerstreuung, Ermunterung und Ermutigung. Alles das sollte nun das Kino bieten. Man hoffte, daß die allgemeine Freude an den Siegen unseres Heeres den Wunsch nach Mitteilsamkeit, nach ablenkenden Erlebnissen und vor allen Dingen nach Zusammenballung der Menschen im „Theater des kleinen Mannes“ zeitigen würde. So entstand über den aktuellen Filmaufnahmen von den Kriegsschauplätzen hinaus der feldgraue Filmkitsch – oder der sogenannte „patriotische“ Film der Jahre 1914/15.“

## Kritik
„Das Kriegsdrama findet seine ausgeprägteste Form, weil es auch am zeitgemäßesten ist, in dem Drama … „Die Grenzwacht im Osten“. (…) In Deutschland führt das Stück „Nun wollen wir sie aber dreschen!“. Das ist auch die Tendenz. (…) Eine glänzende Figur deutscher Biederkeit und Nackensteife ist der alte Förster, den Herr Albes spielt; auch der russische Offizier des Herrn Schweiger ist ein Muster gutgespielter Rasseneigentümlichkeit der Russen: Brutalität und Bestialität.“